# اچ‌ام‌اس پنزنس (ال۲۸)
اچ‌ام‌اس پنزنس (ال۲۸) (به انگلیسی: HMS Penzance (L28)) یک زیردریایی بود که طول آن ۷۶٫۲ متر (۲۵۰ فوت) بود. این زیردریایی در سال ۱۹۳۰ ساخته شد.